# Augusztus 19.
Augusztus 19. az év 231. (szökőévben 232.) napja a Gergely-naptár szerint. Az évből még 134 nap van hátra.
Névnapok: Huba + Bernárd, Bernát, Emília, János, Lajos, Szebáld

## Események
- 1274 – Anglia királyává koronázzák Edwardot, III. Henrik fiát.[1]
- 1316 – Károly Róbert király oklevelet bocsát ki, amelyben Kolozsvárnak visszaadja régi kiváltságait, s újabbakat is biztosít; s a települést városi rangra (civitas) emeli[2]
- 1691 – A szalánkeméni csatában Badeni Lajos császári csapatai súlyos vereséget mérnek Köprülü Musztafa oszmán nagyvezír hadseregére.
- 1839 – A francia kormány közkinccsé teszi a fényképezést, mint képalkotó találmányt.
- 1919 – Afganisztán elszakad Nagy-Britanniától, és függetlenné válik.
- 1939 – Ezen a napon szerződött lovásznak, Pejacsevich János grófhoz, Aperianov Zakariás, minden idők legtöbb derby győzelmét arató trénere. 16 lovával nyert Magyar Derby-t.
- 1944 – Felkelés tör ki a német megszállók ellen Párizsban (»augusztus 25.).
- 1978 – Szándékos gyújtogatás következtében az iráni Ábádánban leégett a Rex Filmszínház, amely sokáig az addig valaha történt legsúlyosabb terrortámadásnak számít.
- 1989 – Megkezdődik Sopron mellett (Fertőrákos-Piuszpusztánál) a Páneurópai piknik. A 8532-es út határátkelőjénél megnyitott határszakaszon tízezernyi NDK-állampolgár menekül át nyugatra, Ausztriába.
- 1991 – Puccs a Szovjetunióban: Mihail Gorbacsov elnök leváltása.
- 1993 – Jean-Michel Jarre a Népstadionban 70 ezer ember előtt mutatta be Chronologie című albumát.
- 2004 – Medgyessy Péter miniszterelnök bejelenti lemondását.
- 2007 – A thaiföldiek népszavazáson elfogadják az ország új alkotmányát.
- 2008 – Átadták az M7-es autópálya Zalakomár és Nagykanizsa közötti 15 km-es szakaszát. Így teljessé vált a sztráda Budapesttől Letenyéig.

## Sportesemények
Formula–1
- 1973 –  osztrák nagydíj, Österreichring - Győztes: Ronnie Peterson (Lotus Ford)
- 1984 –  osztrák nagydíj, Österreichring - Győztes: Niki Lauda (McLaren TAG Porsche Turbo)
- 2001 –  magyar nagydíj, Hungaroring - Győztes: Michael Schumacher (Ferrari)

## Születések
- 1646 – John Flamsteed angol csillagász, a Greenwichi Királyi Obszervatórium első királyi csillagásza († 1719)
- 1743 – Madame du Barry francia udvarhölgy, XV. Lajos francia király szeretője († 1793)
- 1808 – James Nasmyth skót mérnök, feltaláló, jelentős érdemei vannak a gőzkalapácsok fejlesztésében († 1890)
- 1829 – Apáthy István jogász († 1889)
- 1833 – Kápolnai Pauer István katonatiszt, hadtudós, hadtörténész, az MTA tagja († 1896)
- 1853 – Alekszej Alekszejevics Bruszilov orosz tábornok, I. világháborús hadvezér († 1926)
- 1878 – Plósz István gazdálkodó, kisgazda politikus, országgyűlési képviselő († ?)
- 1882 – Kemény Simon költő, író, újságíró, lapszerkesztő († 1945)
- 1907 – Gönci Sándor fotóművész, a magyar szociofotó-irányzat jelentős képviselője († 1994)
- 1909 – Jerzy Andrzejewski lengyel író, ellenzéki személyiség († 1983)
- 1914 – Baróti Lajos magyar labdarúgó mesteredző, volt szövetségi kapitány († 2005)
- 1916 – Dennis Poore brit autóversenyző († 1987)
- 1921 – Gene Roddenberry amerikai producer, forgatókönyvíró, a „Star Trek” sorozat alkotója († 1991)
- 1923 – Gera Zoltán Kossuth-díjas magyar színész, a nemzet színésze († 2014)
- 1926 – Johnny Boyd amerikai autóversenyző († 2003)
- 1927 – Szász Péter Balázs Béla-díjas magyar filmrendező, forgatókönyvíró, dramaturg († 1983)
- 1943 – Csernák Árpád  magyar író, színész, a Búvópatak főszerkesztője. A Magyar Írószövetség és a Magyar Alkotóművészek Országos Egyesületének a tagja
- 1944 – Knézy Jenő magyar sportújságíró, riporter († 2003)
- 1946 – Bill Clinton, az Amerikai Egyesült Államok 42. elnöke (1993–2001)
- 1946 – Rofusz Ferenc, Oscar- és Kossuth-díjas magyar rajzfilmrendező, a nemzet művésze
- 1949 – Paudits Béla Jászai Mari-díjas magyar színész († 2018)
- 1951 – John Deacon angol zenész, a Queen együttes basszusgitárosa
- 1951 – Karácsony János magyar gitáros, énekes (Generál, LGT)
- 1952 – Jonathan Frakes amerikai színész
- 1953 – Póka Egon Máté Péter-díjas magyar basszusgitáros, zeneszerző († 2021)
- 1954 – Oscar Larrauri argentin autóversenyző
- 1954 – Mihályi Győző Jászai Mari-díjas magyar színész, érdemes művész († 2024)
- 1956 – Burány Sándor magyar közgazdász, politikus, volt miniszter
- 1957 – Sebestyén Márta Kossuth-díjas magyar előadóművész, népdalénekesnő
- 1959 – Farkas Ignác Jászai Mari-díjas magyar színész
- 1960 – Rátóti Zoltán Kossuth- és Jászai Mari-díjas magyar színész, érdemes és kiváló művész
- 1962 – Nagy Ibolya magyar színésznő, operett primadonna
- 1965 – Kyra Sedgwick amerikai színésznő, Golden Globe-díjas
- 1966 – Kőrösi András magyar színész
- 1967 – Kökényessy Ági magyar színésznő
- 1967 – Tallós Andrea magyar színésznő, táncművész, koreográfus
- 1968 – Szőke Zoltán magyar színművész
- 1969 – Matthew Perry kanadai-amerikai színész, humorista, producer, forgatókönyvíró és drámaíró. († 2023)
- 1974 – Szergej Nyikolajevics Rizsikov orosz űrhajós
- 1979 – Andrea Coppolino olasz tornász
- 1980 – Kokas Piroska magyar színésznő
- 1980 – Mészáros Norbert magyar labdarúgó, jelenleg a Debreceni VSC játékosa
- 1981 – Orosz Péter magyar válogatott labdarúgó
- 1981 – Szivós Márton világbajnok magyar vízilabdázó
- 1982 – Jankovics Anna magyar színésznő
- 1984 – Alessandro Matri olasz labdarúgó
- 1987 – Nico Hülkenberg német autóversenyző
- 1988 – Gercsák Csaba magyar úszó
- 1989 – Maciej Rybus, lengyel válogatott labdarúgó
- 1991 – Nathan Lopez Fülöp-szigeteki színész
- 1997 – Esztergályos Patrik ifjúsági olimpiai bajnok magyar párbajtőröző

## Halálozások
- 0014 – Augustus, az első római császár  (* i. e. 63)
- 1662 – Blaise Pascal francia matematikus, fizikus, filozófus, teológus (* 1623)
- 1747 – Jávorka Ádám kuruc tiszt, II. Rákóczi Ferenc katonája (* 1683 v. 1684)
- 1793 – Makó Pál magyar matematika- és fizikaprofesszor, a maga korában Európában a legjobbak közé tartozó felsőbb analízis és algebratankönyvek szerzője (* 1723)
- 1822 – Jean Baptiste Joseph Delambre francia matematikus, csillagász (* 1749)
- 1883 – Borsos József magyar festőművész (* 1821)
- 1887 – Spencer Fullerton Baird amerikai természettudós, ornitológus, ichthyológus és múzeumi kurátor (* 1823)
- 1913 – Allaga Géza csellóművész, cimbalomtanár, zeneszerző (* 1841)
- 1927 – Glücklich Vilma zsidó származású tanárnő, a magyarországi polgári feminista mozgalom egyik vezetője. Az első nő, aki egyetemre járt Magyarországon. (* 1872)
- 1932 – Johann Schober osztrák politikus, rendőrtiszt, két ízben, 1921–1922-ben és 1929–1930-ban volt hazája kancellárja, kiemelkedő szerepet játszott az Interpol létrehozásában (* 1874)
- 1935 – Kner Izidor nyomdász, könyvkötő, könyvkiadó (* 1860)
- 1936 – Federico García Lorca spanyol költő, drámaíró (* 1898)
- 1944 – Günther von Kluge német tábornagy (* 1882)
- 1949 – Gyömörey György, Zala vármegye főispánja (* 1873)
- 1962 – Jean Lucienbonnet francia autóversenyző (* 1923)
- 1968 – George Gamow (er. Georgij Antonovics Gamov) ukrán származású  amerikai fizikus (* 1904)
- 1973 – Horváth Jenő magyar zeneszerző (* 1914)
- 1975 – Vujicsics Tihamér magyar zeneszerző, népzenekutató (* 1929)
- 1975 – Mark Donohue amerikai autóversenyző (* 1937)
- 1978 – Sir Max Edgar Lucien Mallowan brit régész, Sir Charles Leonard Woolley asszisztense, Agatha Christie férje (* 1904)
- 1980 – Gergely István magyar agrárközgazdász, mezőgazdasági és élelmezésügyi miniszterhelyettes (* 1930)
- 1983
  - Krompecher István orvos, anatómus, hisztológus, az MTA tagja, a magyarországi csont- és porcszövettani kutatások iskolateremtő egyénisége (* 1905)
  - Bertalan Kálmán magyar földbirtokos, huszárfőhadnagy, országgyűlési képviselő (* 1897)
- 1984 – Szabó Zoltán író, falukutató, A tardi helyzet és a Cifra nyomorúság szerzője (* 1912)
- 1989 – Képes Géza magyar költő, műfordító (* 1909)
- 1992 – Inke László Jászai Mari-díjas magyar színművész, kiváló művész (* 1925)
- 2000 – Fráter Katalin magyar színésznő (* 1958)
- 2002 – Eduardo Chillida Wolf-díjas spanyolországi baszk szobrász, akit monumentális absztrakt szobrai tettek híressé (* 1924)
- 2005 – Szalai Csaba költő, Petőfi Sándor- és Sajtószabadság-díjas újságíró (* 1943)
- 2012 – Tony Scott amerikai rendező (Top Gun, Kémjátszma) (* 1944)
- 2013 – Mirko Kovač montenegrói szerb író (* 1938)
- 2014 – Szimin Behbaháni iráni költőnő. (* 1927)
- 2016 – Nyina Ponomarjova, Európa-bajnok és kétszeres olimpiai bajnok szovjet-orosz diszkoszvető (* 1929)

## Nemzeti ünnepek, emléknapok, világnapok
Szent Bernát apát emléknapja a magyar egyházban
- 1919 – Afganisztán: a függetlenség kikiáltásának napja
- Humanitárius világnap
- A repülés nemzeti napja az Amerikai Egyesült Államokban
- Az orangutánok világnapja[3]